# Psychotria subnubila
Psychotria subnubila är en måreväxtart som beskrevs av Cornelis Eliza Bertus Bremekamp. Psychotria subnubila ingår i släktet Psychotria och familjen måreväxter. Inga underarter finns listade i Catalogue of Life.